# Narciarstwo alpejskie na Zimowym Olimpijskim Festiwalu Młodzieży Europy 2013
Narciarstwo alpejskie na Zimowym Olimpijskim Festiwalu Młodzieży Europy 2013 – zawody w narciarstwie alpejskim, które odbyły się w dniach 18-22 lutego 2013 roku w rumuńskim ośrodku narciarskim Poiana Brașov, leżącym w granicach administracyjnych Braszowa. Rozegrane zostały po dwie konkurencje dla kobiet i mężczyzn, a także zawody drużynowe.

## Wyniki
| Pozycja | Zawodnik          | Czas    | Strata |
| ------- | ----------------- | ------- | ------ |
|         | Manuel Annewanter | 1:45,90 | -      |
|         | Mathias Graf      | 1:46,41 | +0,51  |
|         | Élie Gateau       | 1:46,51 | +0,61  |
| 4.      | Tommaso Sala      | 1:47,45 | +1,55  |
| 5.      | Štefan Hadalin    | 1:47,60 | +1,70  |
| 6.      | Charlie Raposo    | 1:47,80 | +1,90  |

| Pozycja | Zawodniczka       | Czas    | Strata |
| ------- | ----------------- | ------- | ------ |
|         | Verena Gasslitter | 1:43,77 | -      |
|         | Roberta Melesi    | 1:43,85 | +0,08  |
|         | Christina Ager    | 1:44,44 | +0,67  |
| 4.      | Elena Stoffel     | 1:44,84 | +1,07  |
| 5.      | Vanessa Kasper    | 1:46,06 | +2,29  |
| 6.      | Saša Brezovnik    | 1:46,28 | +2,51  |

| Pozycja | Zawodnik        | Czas    | Strata |
| ------- | --------------- | ------- | ------ |
|         | Štefan Hadalin  | 1:31,69 | -      |
|         | Aljaž Dvornik   | 1:32,23 | +0,54  |
|         | Élie Gateau     | 1:32,80 | +1,11  |
| 4.      | Hugo Geraci     | 1:33,38 | +1,69  |
| 5.      | Hannes Zingerle | 1:34,19 | +2,50  |
| 6.      | Bastian Meisen  | 1:34,38 | +2,69  |

| Pozycja | Zawodniczka            | Czas    | Strata |
| ------- | ---------------------- | ------- | ------ |
|         | Nora Grieg Christensen | 1:33,78 | -      |
|         | Christina Ager         | 1:33,97 | +0,19  |
|         | Saša Brezovnik         | 1:34,32 | +0,54  |
| 4.      | Tuva Norbye            | 1:34,62 | +0,84  |
| 5.      | Luana Flütsch          | 1:34,71 | +0,93  |
| 6.      | Elisabeth Reisinger    | 1:35,10 | +1,32  |

### Drużynowo
22 lutego
| Złoto | Srebro | Brąz |
| Austria Christina Ager · Elisabeth Reisinger · Theresa Steinlechner · Manuel Annewanter · Mathias Graf · Marco Schwarz | Włochy Nicole Delago · Veronica Olivieri · Verena Gasslitter · Hannes Zingerle · Tommaso Sala · Frederico Liberatore | Szwajcaria Vanessa Kasper · Julie Dayer · Elena Stoffel · Sandro Simonet · Nils Hintermann · Janic Hofmann |

## Klasyfikacja medalowa
| Miejsce | Państwo    |   |   |   | Razem |
| ------- | ---------- | - | - | - | ----- |
| 1.      | Austria    | 2 | 2 | 1 | 5     |
| 2.      | Włochy     | 1 | 2 | 0 | 3     |
| 3.      | Słowenia   | 1 | 1 | 1 | 3     |
| 4.      | Norwegia   | 1 | 0 | 0 | 1     |
| 5.      | Francja    | 0 | 0 | 2 | 2     |
| 6.      | Szwajcaria | 0 | 0 | 1 | 1     |